# تراث شعبي فنلندي

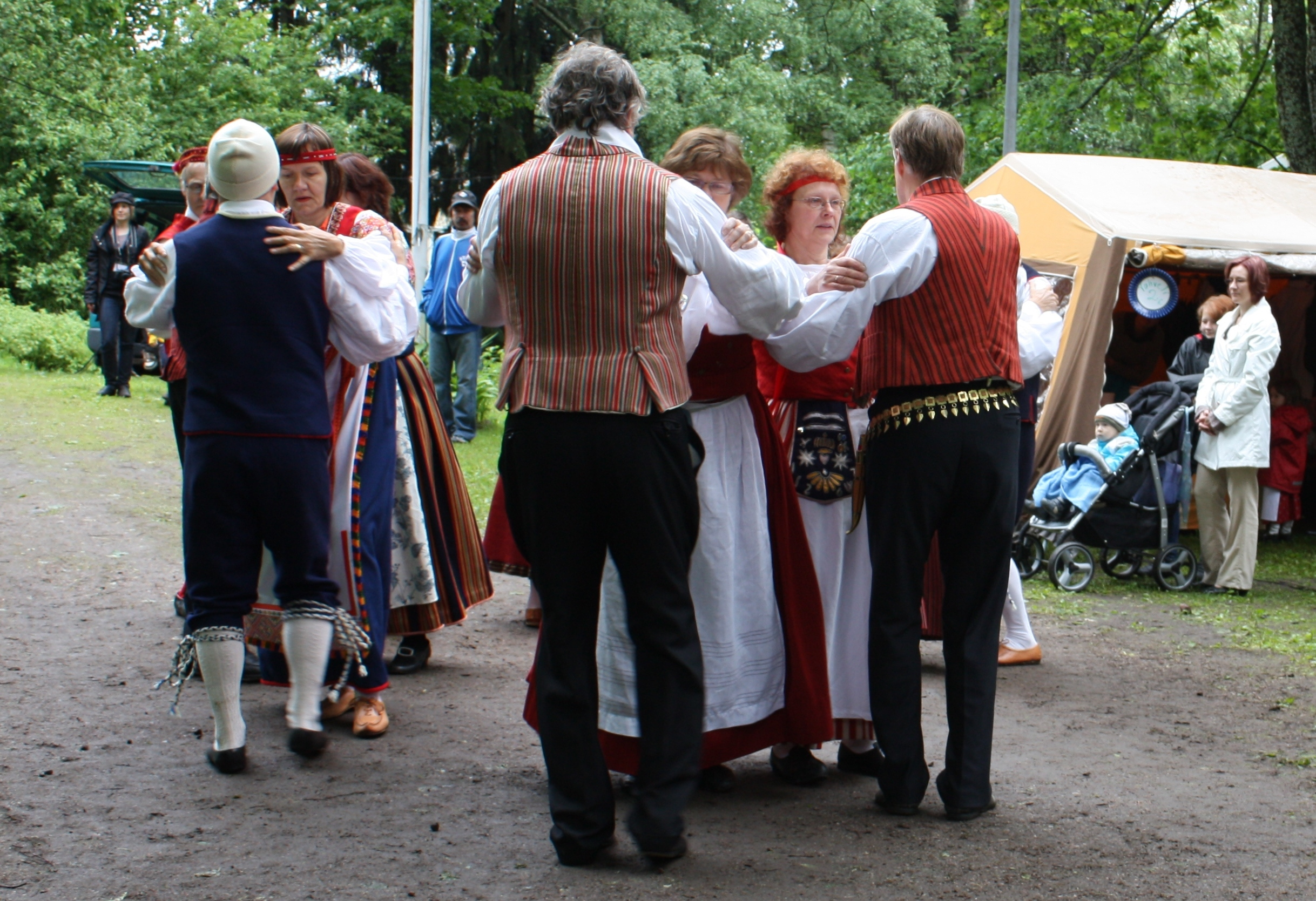
راقصون فنلنديون يرتدون الأزياء الشعبية

يشير التراث الشعبي الفنلندي (بالإنجليزية: Folklore of Finland)‏ إلى الممارسات التقليدية والشعبية والتقنيات القديمة والمعتقدات والمعرفة والطرق والعادات في فنلندا. وتشمل التقاليد الشعبية الفنلندية بالمعنى الواسع كل الثقافة الشعبية الفنلندية. وقد تم اعتبار التقاليد الريفية في فنلندا من الفلكلور. ووفقًا لمقال مشهور بقلم آلان دونديس، فإن الفلكلور يتضمن على الأقل القصص الشعبية والتقاليد اللفظية الأخرى والموسيقى والأشياء والمباني التقليدية والدين والمعتقدات، فضلاً عن تقاليد الطهي.

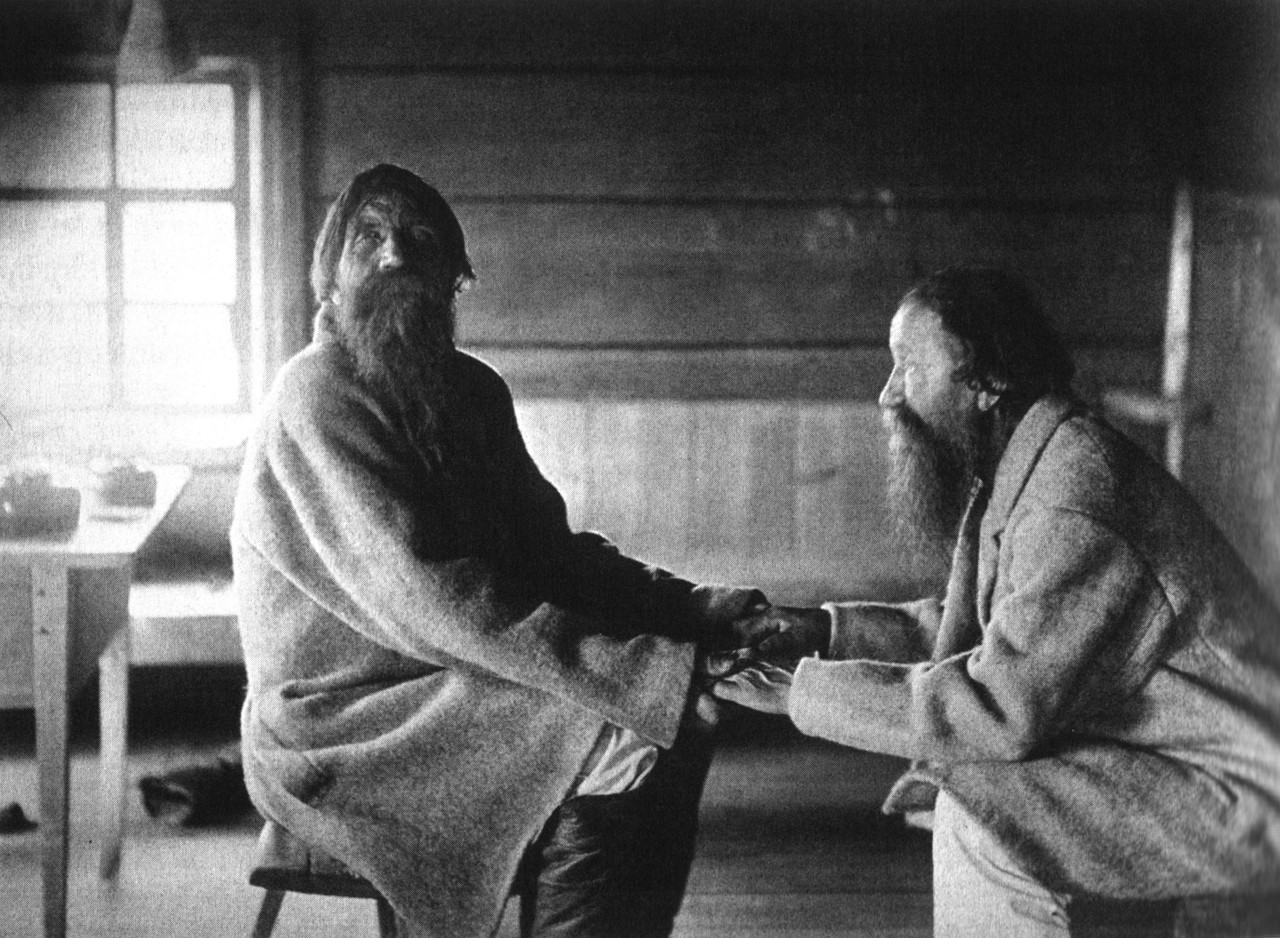
مطربان رونيان عام 1894.

ولقد انتقل التقليد الشفوي من جيل إلى جيل، وهو يشمل الحكايات الخيالية والحكمة الشعبية والأمثال والشعر. وقد أسفرت رحلات جمع الشعر الشعبي، بدءًا من القرن التاسع عشر، عن أكبر أرشيف للشعر الشعبي في العالم، وهو عبارة عن فهرس بطاقات يضم حوالي 2.2 مليون بطاقة. وتم تمويل رحلات التجميع هذه من قبل جمعية الأدب الفنلندي. ورعت من بين أمور أخرى الرحلات العشر التي قام بها إلياس لونروت. وقام هذا بتحرير القصائد التي جمعها هو وآخرون في الملحمتين الوطنيتين كاليفالا وكانتيليتار، ونشر مجموعات من القصص الخيالية والألغاز الفنلندية.